# Fredrik Mühlbacher
Fredrik Mühlbacher (St. Johann in Tirol, 30 de enero de 1998) es un deportista austríaco que compite en biatlón. Ganó dos medallas en el Campeonato Europeo de Biatlón de 2025, plata en la prueba individual y bronce en velocidad.

## Palmarés internacional
| Campeonato Europeo | Campeonato Europeo | Campeonato Europeo | Campeonato Europeo |
| Año                | Lugar              | Medalla            | Prueba             |
| ------------------ | ------------------ | ------------------ | ------------------ |
| 2025               | Martello (Italia)  | Medalla de plata   | Individual         |
| 2025               | Martello (Italia)  | Medalla de bronce  | Velocidad          |